# Saccostomus campestris
Saccostomus campestris là một loài động vật có vú trong họ Nesomyidae, bộ Gặm nhấm. Loài này được Peters mô tả năm 1846.